# دائرة بن عزوز
دائرة بن عزوز إحدى دوائر ولاية سكيكدة. 
مقرها بن عزوز. 
تبلغ مساحتها 504.19 كم² يقطنها 45139 نسمة (أي بكثافة سكانية تقدر بـ 90 نسمة /كم²). 
وتضم كل من بلديات : 
- بن عزوز
- المرسى
- بكوش لخضر

يحدها من ناحية الشرق ولاية عنابة و من الغرب دائرة عزابة ، و من الجنوب بلدية عين شرشار و من الشمال البحر الأبيض المتوسط